# Ducto torácico

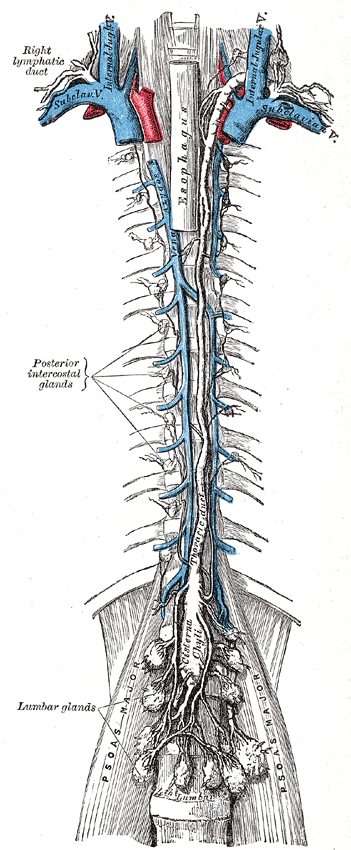

Ducto torácico é um grande canal linfático que se estende do abdome até o pescoço. É o maior ducto linfático do corpo e é responsável por coletar maior parte da linfa. As únicas regiões cuja linfa não é drenada pelo canal são o lado direito da cabeça e pescoço, membro superior direito e lado direito do tórax.
Tem início no abdómen, na cisterna do quilo, e continua subindo pelo mediastino posterior e pela abertura torácica superior. Em parte de seu trajeto, o ducto torácico entra no Ângulo venoso (junção veia jugular interna esquerda e veia subclávia esquerda )
É formado pela reunião do tronco intestinal com os troncos lombares, sendo que a sua reunião pode acontecer acima ou abaixo do diafragma.